# Obinitsa
Obinitsa (más néven Obiniste, Abinitsa, Kirikmäe) falu Võru megyében, Setomaa községben. A falu Mokornulkához tartozik.

## Története

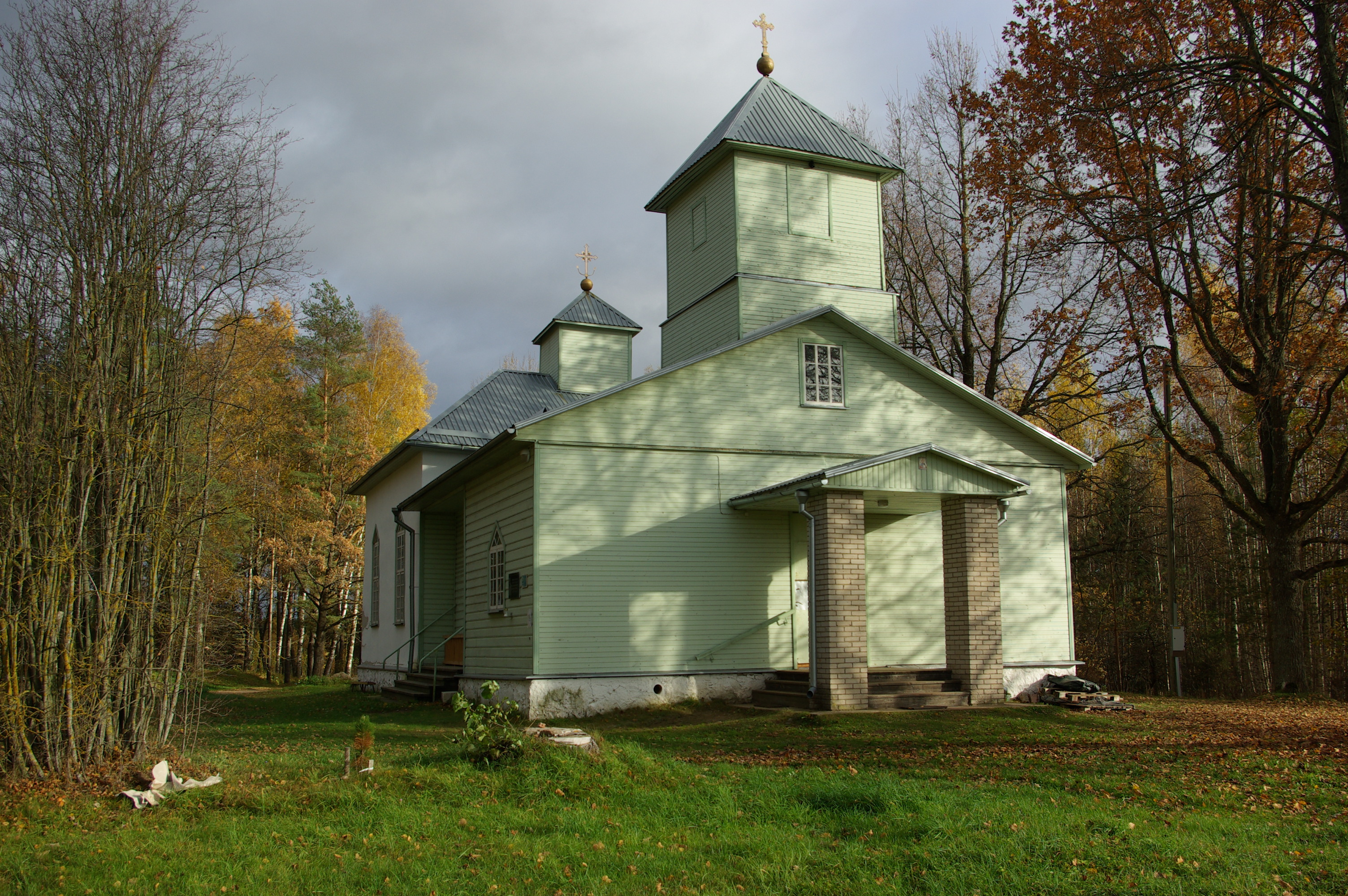
Az obinitsai Urunk színeváltozásának temploma (2013)

A Sakalovapalo sírhalmai a falu északi részén találhatók. A feltételezések szerint a Nagy északi háborúban elesettek temetkezési helye lehetett. Mellette található az Obinitsa-temető.
A 20. század elején megalapították az obinitsai templomot. 2008-ban elrendelték a templom bezárását, és az épület teljes egészében az iskola tulajdonába került. A helyi pap, Vilemon Talomehe vezetésével a temető mellett felépült az Urunk színeváltozásának temploma. Ma már nem használják az iskola-templom épületét.
Az obinitsai úgynevezett Kalju-házban 1945-ben az Obinitsa Községi Tanács irodája lett elhelyezve. Ezt követően a házban tejüzem, postahivatal, orvosi segélyállomás, könyvtár és művelődési ház kapott helyet. Az épületben 1960 és 1995 között a település szovhoz irodája működött. Evar Riitsaar 2004-ben Hal’as Kunn Művészeti Galériát alakított ki az épületben.
Obinitsától 4 km-re található a Seto erődgazdaság vagy Luikjärve farm.
A községben 2010-ig működött a Meremäe-Obinitsa Általános Iskola. Ezután az iskola épületében megnyílt az Obinitsa faluközpont (könyvtár, óvoda, tornaterem, szauna és bérelhető helyiségek).
Az észt önkormányzatok 2017-es közigazgatási reformja előtt a falu Meremäe községhez tartozott.

## Természet
Az Obinitsa-tó a falu keleti részén található. A 20,1 hektáron elterülő tó medrének átlagos mélysége 4,1 méter. A tóhoz tartozó vízgyűjtő terület 43 km². Vizét a Tuhkvitsa-patak adja, valamint ugyanez a patak vezeti el. A tó szemközti partján, Karamsina község területén található az Obinitsa Juudatare nevű barlang.

## Népesség
Obinitsa falunak a 2011-es népszámlálás szerint 135 lakosa van, 2000-ben 240 lakosa volt.

## A Finnugor Kulturális Főváros

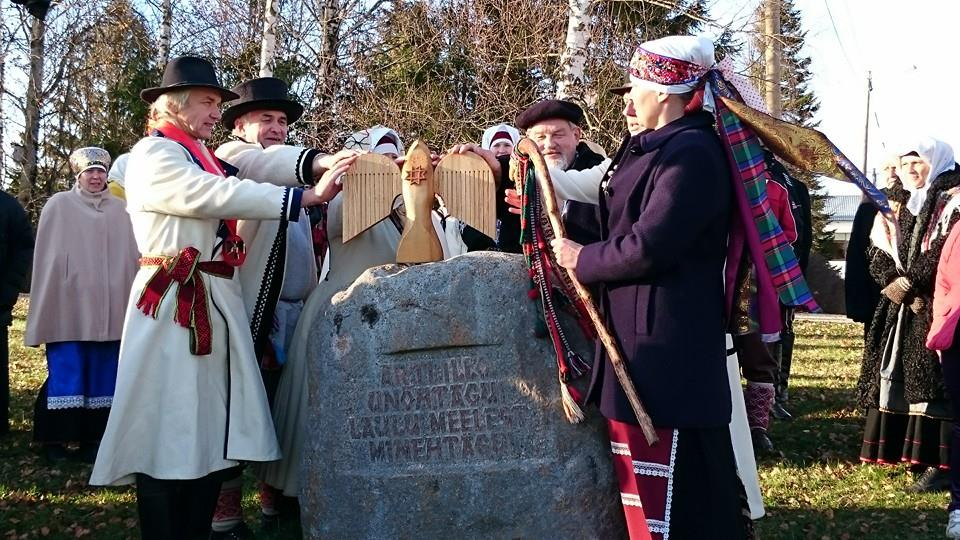
Tsirgu, a kultúra fővárosának jelképe Obinitsába érkezése 2014 októberében

2014. augusztus 11-én Obinitsát választották a 2015-ös év Finnugor Kulturális Fővárosnak a Finnugor Népek Ifjúsági Egyesülete (MAFUN) kongresszusán Helsinkiben.
A 2016-os évben Iszkaszentgyörgy és Veszprém városa részesült ebben a megtiszteltetésben. A Finnugor Kulturális Főváros projekt célja a nemzeti régiók fejlődésének fellendítése és pozitív kép kialakítása róluk.
Obinitsa 2015-ös Finnugor Kulturális Fővárosa elnevezése kapcsán a Szetu Kongresszus 2015-öt finnugor évnek nyilvánította Szetumaán.

## Képgaléria

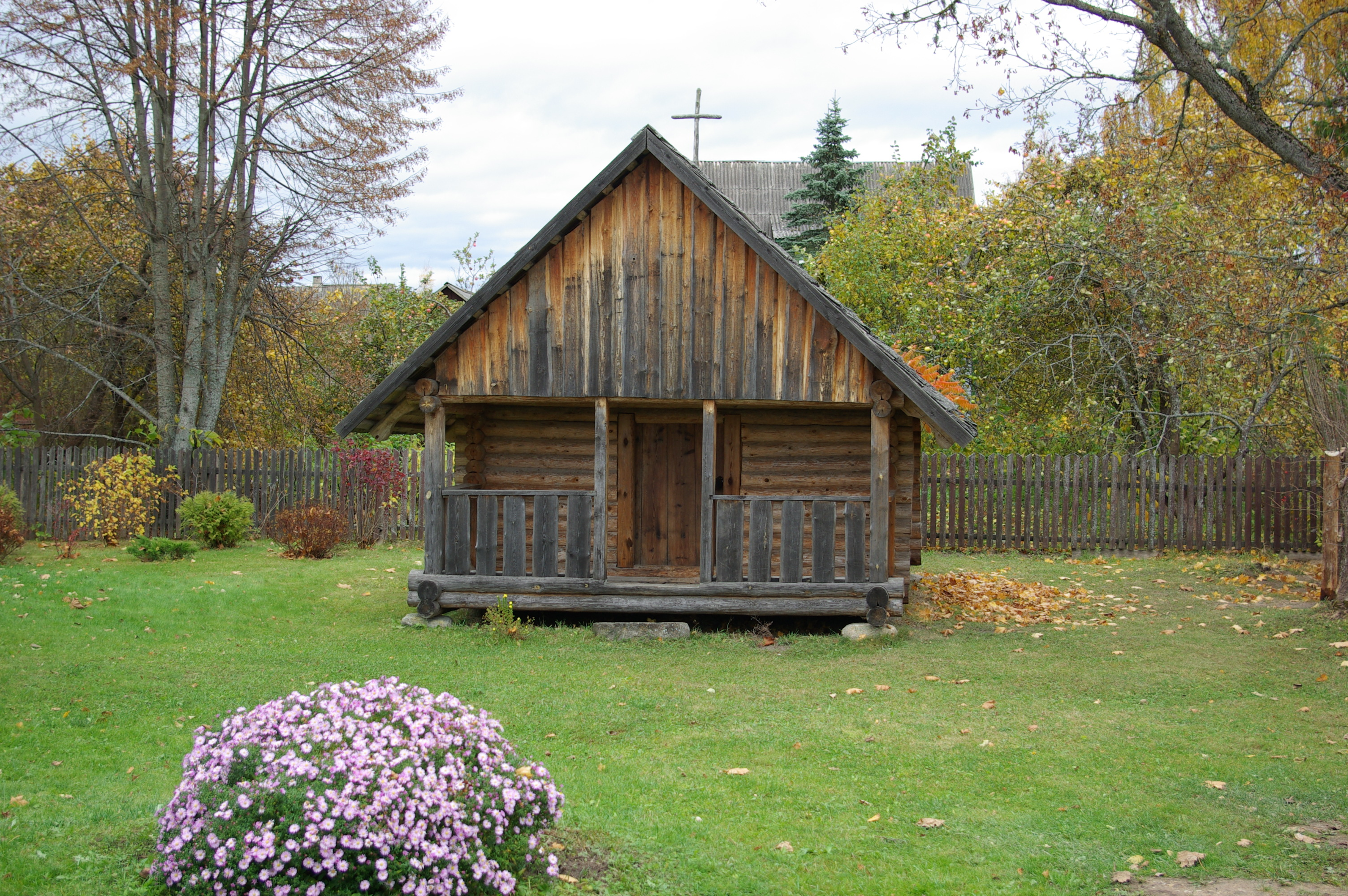
Obinitsa tsässon (kis szeto kápolna)
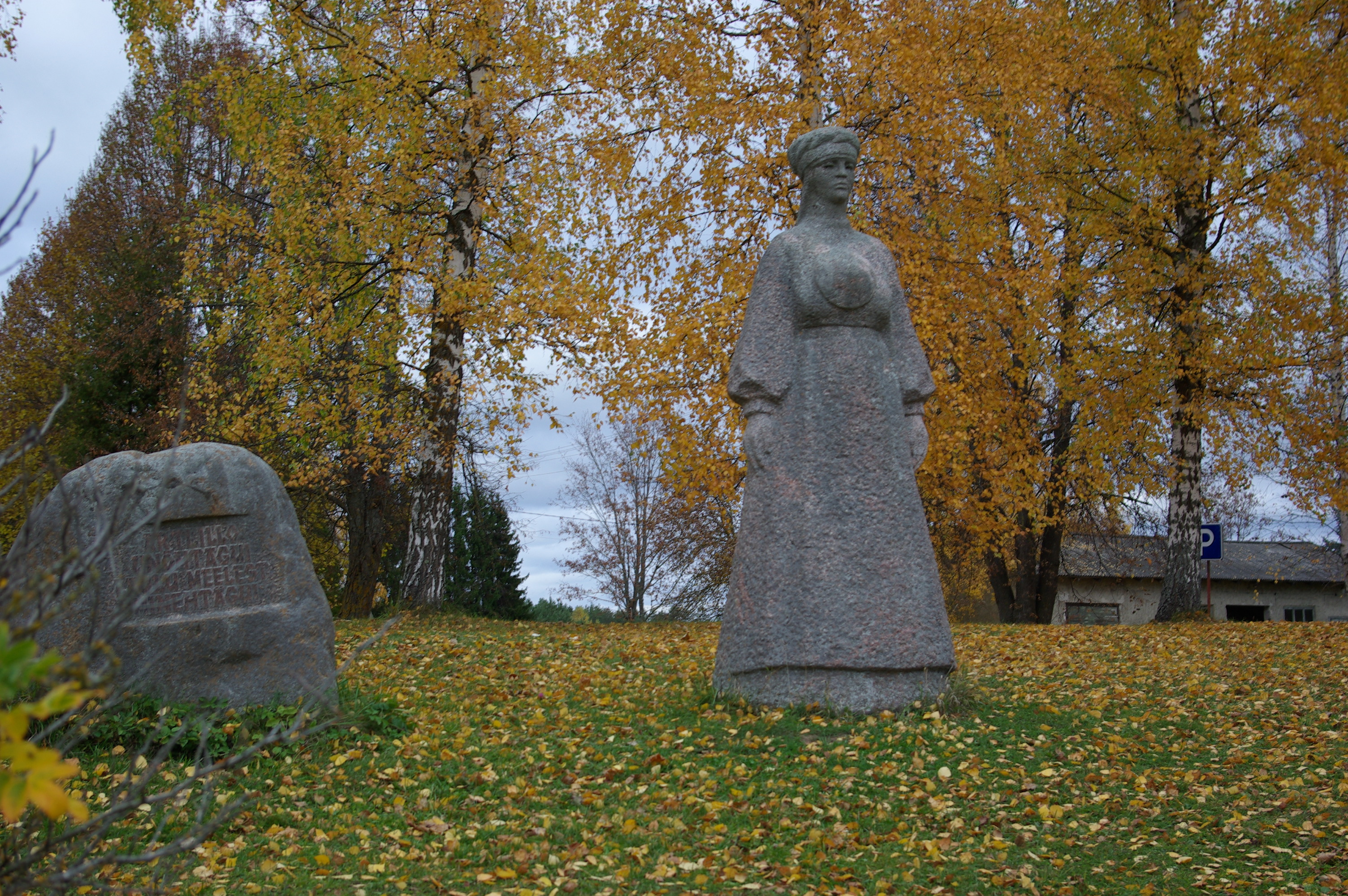
A szeto nép Éneklő Anyjának emlékműve
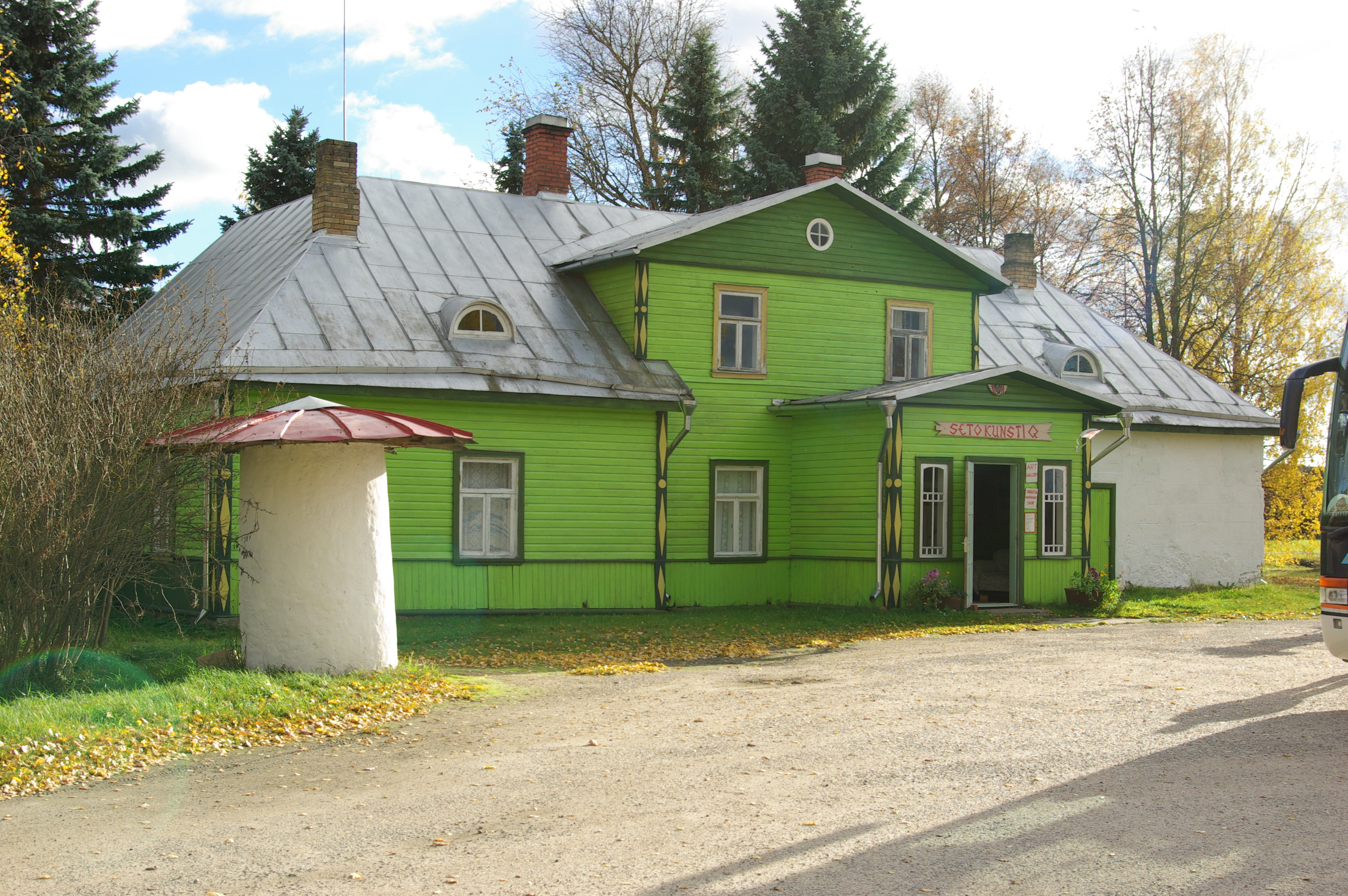
Hal’as Kunn Művészeti Galéria
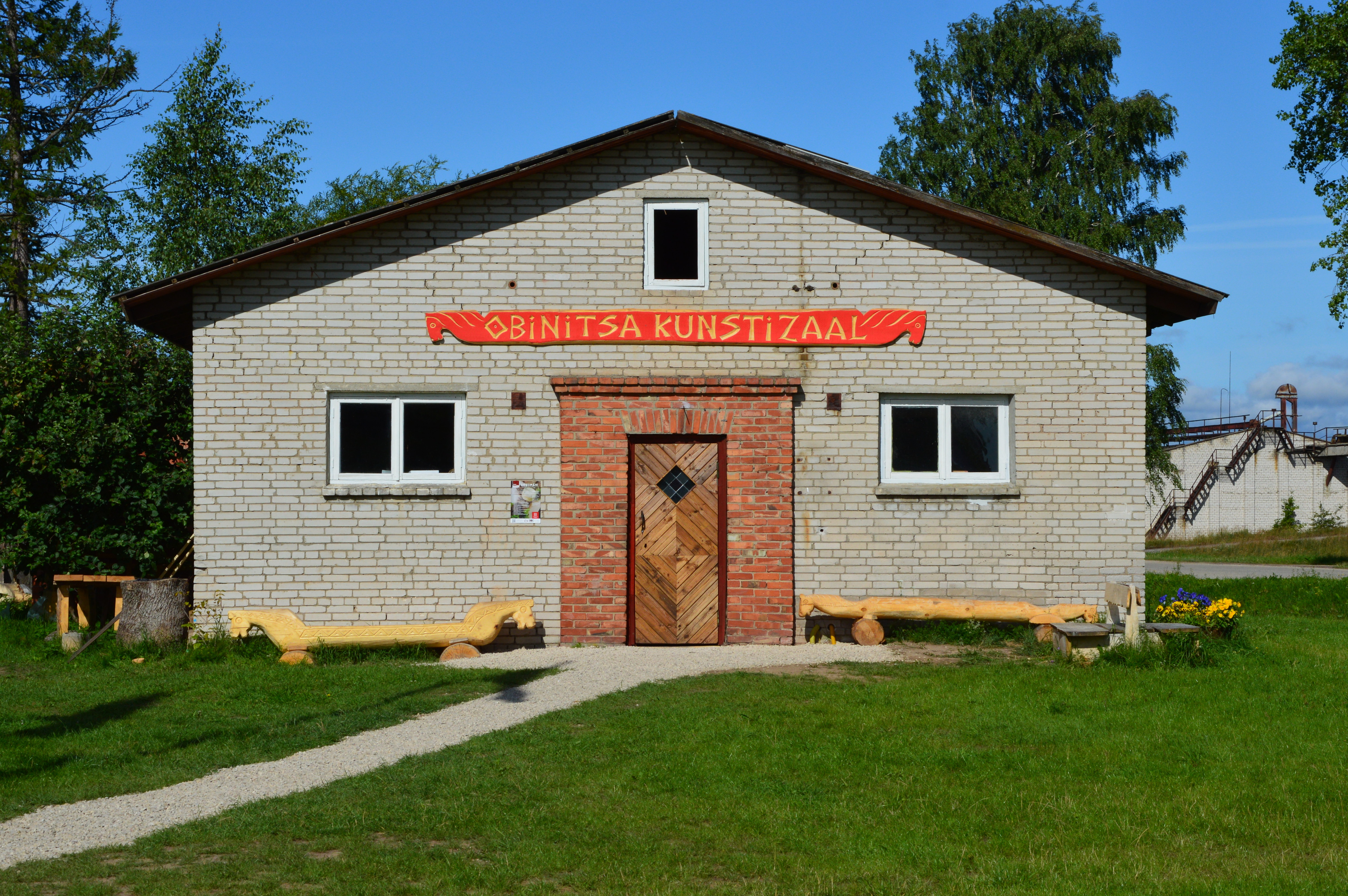
Obinitsa Művészeti Galéria
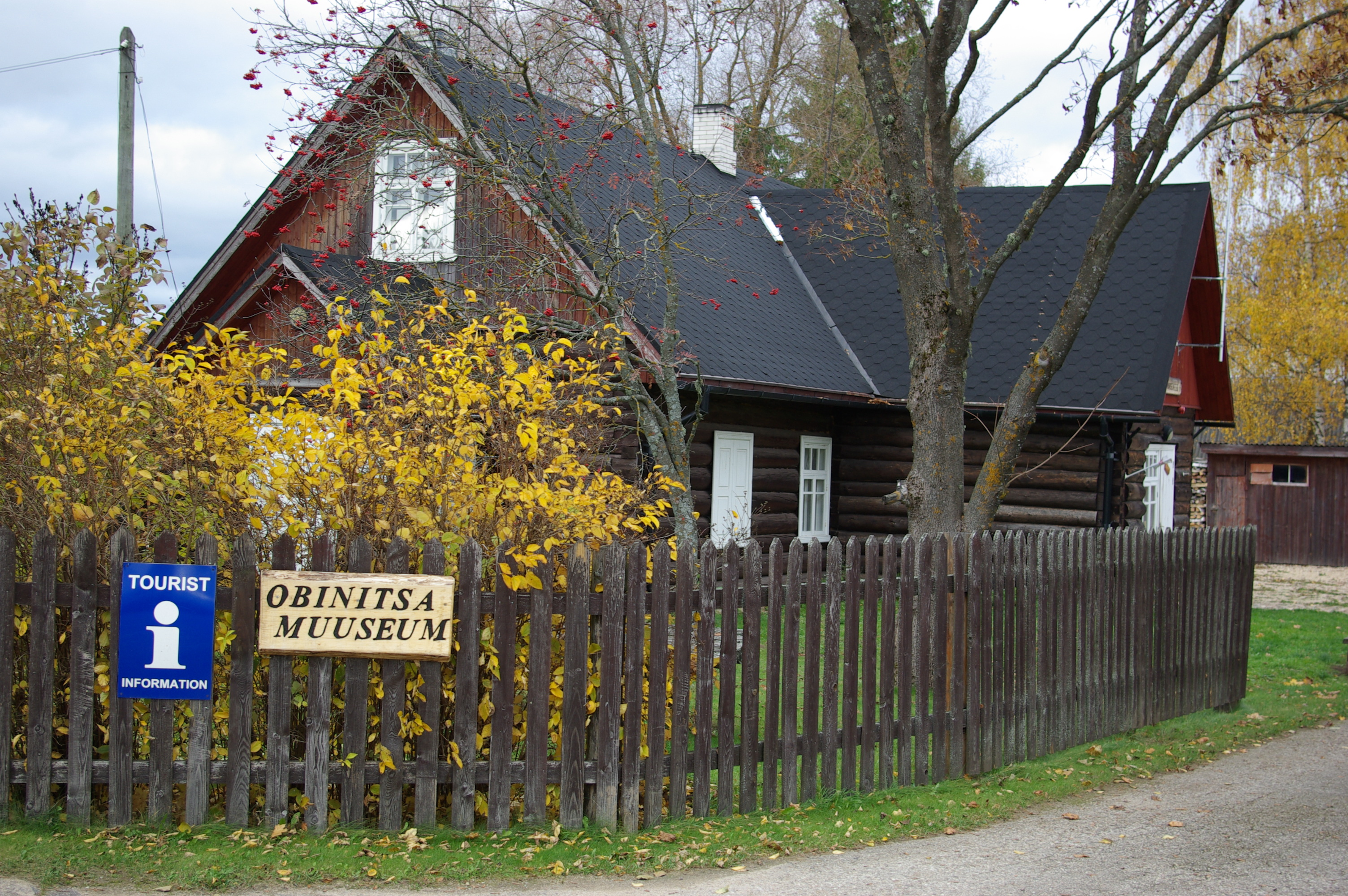
Obinitsa Múzeum
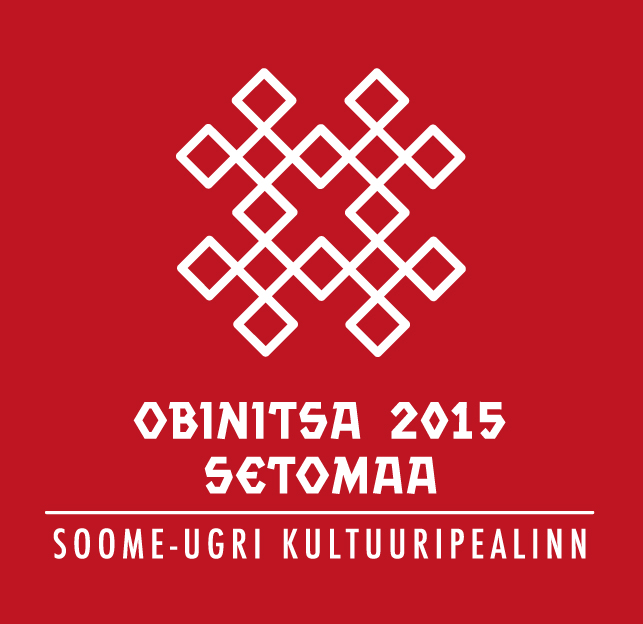
A Finnugor Kulturális Főváros 2015-ös logója
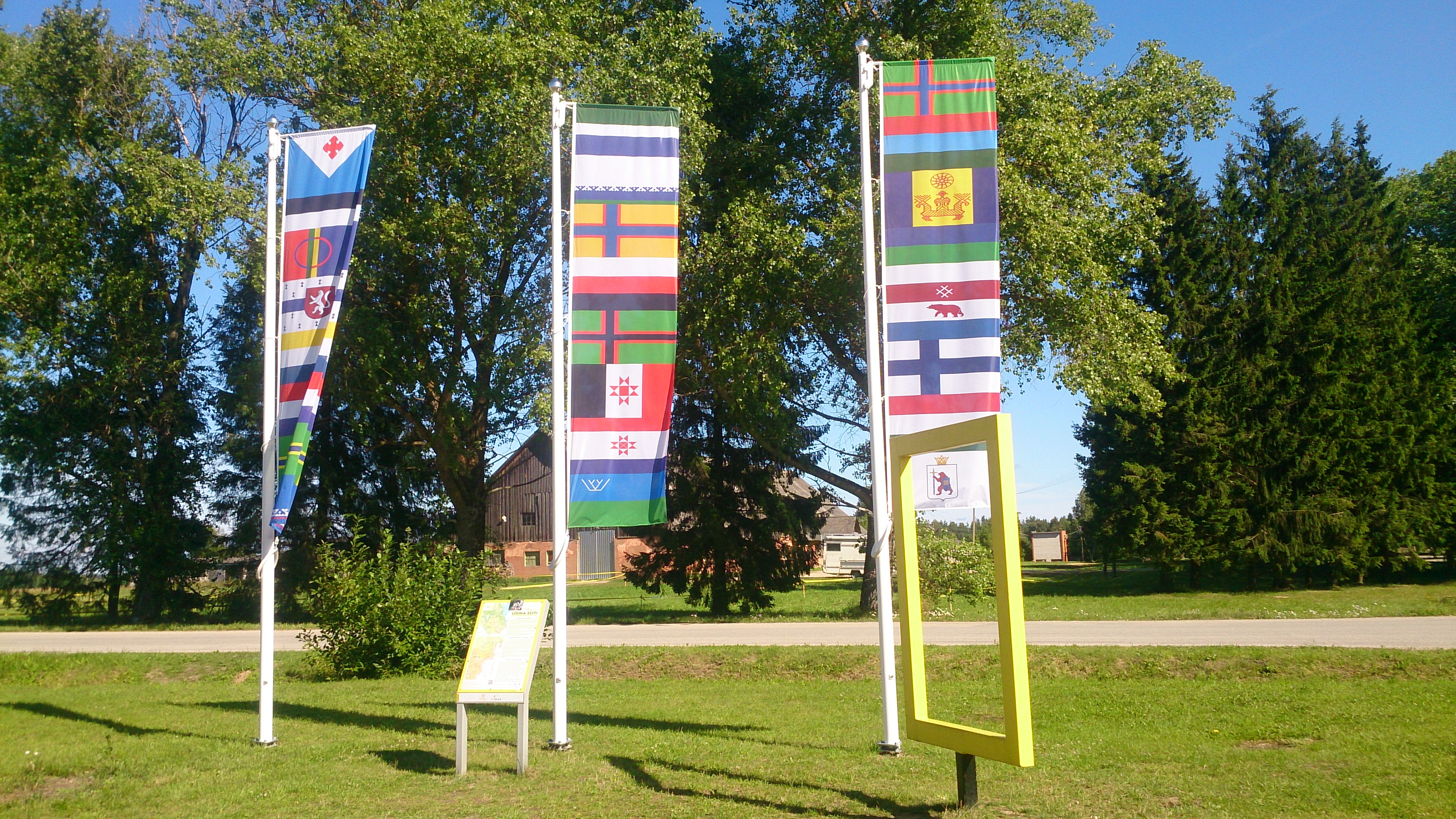
Finnugor zászlók a faluban

## Fordítás
- Ez a szócikk részben vagy egészben  az   Obinitsa című észt Wikipédia-szócikk ezen változatának fordításán alapul.  Az eredeti cikk szerkesztőit annak laptörténete sorolja fel. Ez a jelzés csupán a megfogalmazás eredetét és a szerzői jogokat jelzi, nem szolgál a cikkben szereplő információk forrásmegjelöléseként.